# 디아볼로 (죠죠의 기묘한 모험)
디아볼로(Diavolo)는 아라키 히로히코의 만화 작품 《죠죠의 기묘한 모험》의 5부 '황금의 바람'에 등장하는 가상의 인물이다.

## 인물
갱 조직 '파시오네'의 보스다. 여러 개의 가명을 쓰고 있어서 본명을 알 수 없지만 가장 잘 알려져 있는 이름으로는 디아블로가 있다.'제왕'을 목표로 하여 자신의 영원한 절정을 위협하려는 것을 용서치 않는다. 이중인격자로 '비네거 도피오'라고 하는 이름의 유약한 소년의 인격을 지니고 있다.
1967년 생으로 어머니는 은행강도 상해죄로 형무소에 복역하고 있던 여죄수로 아버지는 알 수 없다(이미 여성 전용 복무소에 2년간 복역하고 있던 상태로 임신할 수 있는 상황이 아니었다). 감옥에서 기르는 것이 곤란하기 때문에 사르데냐 섬의 신부의 양자가 되어 19세가 될 때까지 살았다. 당시 성격은 주위로부터 '겁쟁이지만 시원시원한 성격'이라고 평가받았으며, 신부님과의 관계도 양호했으며 장래에는 선원이 되고 싶다고 말하는 등 평범한 모습이었다. 1986년에 그에게 여자친구인 도나텔라가 있는 것을 본 신부님이 디아볼로를 위해 차를 사주려고 차고를 증축하던 중 눈과 입을 꿰멘 상태로 생매장되어 겨우 목숨만 붙어있는 여성을 발견하게 된다. 사실 이 사람은 디아볼로의 친어머니였으며, 그 날 밤에 디아볼로는 교회에 불을 질러 파괴하고 모습을 감춘다. 이때 사망자 중 한명으로 기록되었던 것 같다(참고로 디아볼로는 이 때 당시 '소리드 나조'라는 가명을 사용했다). 이유는 알 수 없으나 같은 해 이집트에서 발굴단 아르바이트에 참여하여 우연히 유적에서 '스탠드 구현의 화살'을 6개 발견했고, 발굴단에서 행방을 감추었다. 그 중 5개를 길거리행상(=엔야 할멈)에게 비싼 값에 팔고, 남은 한 개를 조직을 성장시키는데 이용했다.
'파시오네'를 세우면서 보스가 된 뒤로는 '암흑가의 정화'라는 명목으로 많은 조직을 제거하고 부챠라티를 비롯한 많은 사람들을 보호하에 두지만, 조직기반이 설립되었던 시기에 거리에 마약(노벨라이즈 작품《수치심 없는 퍼플 헤이즈》에서 부하 중 1명이 스탠드 능력으로 제조한 특수한 물건임을 알 수 있다)을 침투시켜 거리를 황폐한 곳으로 만든다. 결과적으로는 1986년부터 이탈리아의 범죄 사건이 급속도로 늘어났고, 또한 유럽의 마약 범죄율이 20배 가까이 늘어났다. 이 일을 계기로 90년대 시절부터 디오가 남긴 '화살'을 추적하던 장 피에르 폴나레프가 조직과 디아볼로가 가진 비밀의 핵심에 다가가지만, 이미 파시오네는 범죄조직으로서 너무나 거대해져버려 또 다른 화살 추적자인 쿠죠 죠타로에게 연락하지 못한 채 혼자 싸워야 했다. 결국 디아볼로의 킹 크림슨의 능력에 의해 패배한다.
그의 정체나 경력, 태생은 모든 사람들에게 있어서 수수께끼로 남아있으며 그의 정체를 알아내려 하는 자는 가차없이 냉혹하고 계산된 듯한 잔인함을 연출하여 경고한 후 처리한다. 친딸인 트리쉬 우나도 자신의 손으로 죽이기 위해 부챠라티 팀에게 명령하여 자신의 밑으로 데려오게 한다. 하지만 그의 진짜 의도를 알게 된 안 부챠라티가 반기를 들어 이를 놓쳐버리고 말아 부챠라티 팀 전체와 트리쉬의 말살을 계획한다. 이 때 부챠라티에게 ‘구역질이 치솟는 사악’이라는 말을 듣는다.
그 수완이나 매우 강력한 스탠드 능력과는 반대로, 위에 나타난 행동으로 보이듯이 자신의 내력이 바깥에 드러나는 것을 극단적으로 두려워하는 소심한 모습도 가지고 있다. 그 때문에 트리쉬에게 "나는 '운명'을 극복하겠어. 너처럼 '운명'에 벌벌 떨거나 도망가는 짓 따위는 하지 않아!"라며 부정당하는 모습도 있다.
자신의 친위대를 자객으로 보내는 한편, 자신은 두 번째 인격의 도피오로서 부챠라티 팀을 추적한다. 마찬가지로 고향인 사르데냐섬에서 보스를 추적하던 암살팀의 리더 리조토 네로와 교전하여 죽기 직전까지 갔지만 부차라티의 팀중 한명인  나란챠 길갸가 자신의 스탠드로 리조토를 죽여서 겨우 살개 된다. 자신의 과거를 재생하려던 아바키오도 살해하는데 간신히 재생이 늦지 않았기 때문에 디아볼로의 모습을 노출하게 되고 만다. 자신을 타도하기 위해 부챠라티 팀에 협력하려 하는 자의 존재를 느끼고, 그 인물이 기다리고 있는 로마의 콜로세움으로 향한다.
콜로세움에서 예전에 처치했다고 생각했었던 장 피에르 폴나레프가 그 협력자인 것을 알고, 정체를 드러낸 그를 살해하는데 성공한다. 그러나, 죽는 순간에 폴나레프가 화살로 스탠드를 꿰뚫어 실버 채리옷 레퀴엠으로 진화시켜 화살을 손에 넣는 데 실패한다. 실버 채리옷 레퀴엠의 능력에 의해 영혼과 육체가 뒤바뀐 때, 이중인격이라는 특이체질 때문에 디아볼로가 바뀌던 중 예기치 않게 자신의 육체에 들어간 부챠라티의 육체가 아닌 미스타의 육체에 트리쉬의 영혼과 함께 숨어들게 된다. 이후 틈을 노려 나란챠를 사살한다. 그 뒤, 킹 크림슨의 사거리에 들어온 죠르노의 팔을 자르고 그 순간 스탠드를 꺼낸 트리쉬를 스탠드로 기절시켜 몸의 주도권을 쥐게 되고, 레퀴엠의 수수께끼를 풀어내 화살을 손에 넣기 직전까지 다다른다. 하지만 그보다 먼저 부챠라티가 레퀴엠을 파괴시켜 영혼의 원래의 육체로 돌아오게 되어 화살을 죠르노에게 뺏기게 된다.
그 때문에 한편으로는 퇴각하는 것도 고려했지만, 제왕의 프라이드로서 싸우는 것을 선택한다. 골드 익스피리언스 레퀴엠(G.E.R)으로 진화시키는 데에 성공한 죠르노에게 도전하지만 G.E.R의 '진실에 도달하지 못하는 능력'에 의해 '시간삭제'의 능력은커녕 의지나 동작마저 제로가 되어 무력화되었고 그 직후에 G.E.R의 무다무다 러쉬에 의해 테베레강에 나가 떨어지며 패배한다. 그 후는 G.E.R의 능력에 의해 ‘죽는다는 진실’에 도달하지 못한 채 다양한 모습으로 삶과 죽음의 경계선에서 영원히 죽는 것을 반복하며 그 순간에 느껴지는 공포를 영원히 맛봐야한다

### 비네거 도피오
‘보스’의 두 번째 인격으로 갱단 '파시오네'의 참모이다. 평소에는 유약하며 우유부단한 소년이지만 정체(디아볼로)가 들키려는 것과 같은 위기 상황에는 자신도 모르게 디아볼로의 인격이 드러난다. 보스의 의사로 인격을 교체하는데 이 때 체격도 변화한다(단, 아바키오를 살해하던 때처럼 도피오의 외모는 남은 채 인격만 변하는 경우도 있으며, 인격과 체격의 변화는 반드시 연동돼야하는 것은 아닌 것으로 보인다). 도피오 자신은 스스로를 보스의 충직한 부하라고 믿고 있다. 첫 번째 인격인 디아볼로와는 '전화'를 통해 연락하며 그 조짐으로 전화 벨소리를 입으로 낸다. 연락에 사용하는 '전화'는 주변에 있는 온갖 물건(아이스크림, 개구리, 장난감, 담배꽁초 등)이며 귀에 댈 수 있는 것이라면 무엇이든 상관없다.
보스와 동일인물이기 때문에 킹 크림슨의 일부를 조종하는 것이 가능하지만 본인은 '보스'로부터 빌려온 것이라고 생각하고 있으며, 또한 '에피타프'에 의한 예지와 킹 크림슨의 '양팔'에 의한 타격 정도의 능력의 일부분 밖에 사용할 수 없다.
조직의 배신자가 된 부챠라티 팀을 추적하며, 고향인 사르데냐섬에서 보스의 단서를 찾아다니던 리조토를 디아볼로와의 연계를 통해 살해하며, 아바키오도 죽게 만든다. 그 뒤로는 그를 쫓아서 로마의 콜로세움을 향하지만, 콜로세움에서 발현된 실버 채리엇 레퀴엠의 능력에 의해 부챠라티의 사체와 혼이 바뀌게 되고, 그 상태에서 미스타의 총격을 받게 되어 사망한다.

## 킹 크림슨
【파괴력 - A / 스피드 - A / 사정거리 - E / 지속력 - E / 정밀동작성 -  A/ 성장성 - C】
사람 형태의 스탠드. 사정거리는 약 2m. 전신에 벨기에 와플같은 무늬가 있다. 디아볼로가 말하기를 '이 세계의 정점으로 선택된 스탠드'.
이 세계의 시간을 지울 수 있는 주능력 ‘킹 크림슨(진홍의 왕)’과 머리 쪽에 달려있는 다른 하나의 얼굴에서 미래를 100%의 확률로 예지하는 또다른 스탠드 (인격이 2개라 스탠드도 2개다) ‘에피타프(묘비명)’ (정확하게는 십수 초 뒤에 일어나는 미래의 모습을 보는 것이 가능한 능력)를 가지고 있다. 에피타프를 단독으로 본체의 이마에서 나오게 하는 것도 가능하다.
시간을 지워버리는 것으로, 사건의 과정은 날려버린 채 '결과'만을 남긴다. 예를 들면 집에 간다 -> 문 앞이다 -> 집이다 와 같은 상황을 '집에 간다-> 집이다'와 같은 상황을 만드는 것이다. 이 능력으로 나타는 결과는 '날려버린 시간' 속에서 일어난 행동의 결과이므로 그 시간을 감지하지 못한 자는 능력의 안에서 일어난 과정을 인식할 수 없다. 그리고 디아볼로만이 날려버린 시간 속에서 의사를 가진 채 자유롭게 행동하는 것이 가능하다. 다만 무언가에 접촉하는 것도 접촉되는 것도 불가능한 완전한 '방관자' 상태가 된다. 작중에서 “하늘의 구름은 제 몸이 뜯겨나간 것을 모르나니! 꺼진 불꽃은 그 자신조차 꺼진 순간을 인식하지 않아!”라는 비유로 설명되어 있는 것처럼, 지우고 사라진 시간 안에서의 일어난 일은 디아볼로 이외에는 생물이든 무생물이든 인식할 수 없으며, 사라진 시간은 직접 체험하지 않았으므로 그 시간에 대한 기억도 남지 않는다.
시간을 지울 수 있는 범위는 최대 십수 초 정도이며,  그 안에서라면 그 범위를 지정할 수 있다. 에피타프에 의해 예지가능한 미래의 범위도 킹 크림슨과 같이 3초 정도이다.
에피타프의 예지능력으로 보이는 영상은 반드시 일어날 미래에서 '자신의 눈으로 보고 있는 영상'이며 자신을 중심으로 여러 각도에서 보는 것도 가능하다. 자신의 배후의 공간에서 '자신'을 포함한 '전방'을 보는 일도 가능하다.
이 능력의 진가는 '에피타프'에 의한 100%의 예지능력과의 연계에서 드러나는데, ‘자신에게 불리한 미래의 운명을 감지하고, 이를 무효화하는 것’이 가능해진다. 상대가 '언제' '어디에서' '어떤 공격'을 가하려 해도, 기습이나 암습, 어떤 고도의 함정을 만들어도, ‘공격을 받았다는 미래 ’를 에피타프로 먼저 읽어내 킹 크림슨으로 시간을 지워버리는 것으로 ‘공격을 받는 과정’을 무효화시켜 회피하는 것이 가능하기 때문에, 이 능력을 넘어선다는 것은 거의 불가능에 가깝다.
그 특성 때문에 모두에게 '무적'의 평가를 받는 매우 강력한 능력이지만 몇가지 약점이 있다.
- 첫 번째로, 시간을 정지시키고 공격하는 스타 플래티나, 더 월드와 달리 능력 사용 중에는 어떤 것도 간섭이 불가능하기 때문에 공격이 불가능하다. 그 때문에 공격할 때에는 능력을 해제하지 않으면 안된다. 단 지워버린 시간안에서 육체의 일부를 몸에서 분리한 경우에는 분리된 육체의 일부는 본체로 간주되지 않기 때문에 시간을 뛰어넘을 때 지워버린 시간 속의 개체에 간섭하는 것이 가능하다. 따라서 지워버린 시간 안에서 본체에서 흘린 '피'를 상대의 눈에 뿌려 상대의 시야를 차단하는 일이 가능하다.
- 두 번째로, 타인이 그 흐름을 인식할 수 없을 뿐, 시간 자체는 흘러가고 있기 때문에 폴나레프가 일정한 시간 간격으로 피를 지면에 흘리는 것으로 시간을 계산하여 공격의 타이밍을 잴 수 있었다. 이처럼 그 능력을 아는 사람에게는 시간을 측정하는 것을 통해 스탠드 능력의 범위를 알아내는 것이 가능하기 때문에, 시간이 지워지고 난 뒤의 순간에 오는 공격에 회피 또는 반격을 당할 가능성이 있다.
- 세 번째로, 에피타프의 예지는 어디까지나 미래를 '보고 들을' 수 있는 능력이지, 미래에 '무엇이 일어났는가'에 대한 것을 알아내는 능력이 아니다.[4] 이 때문에, 100%의 예지가 가능해도 본체가 그것을 제대로 읽어내는 데 실패할 가능성이 있다. (예: 리조토 전에서 실제로는 리조토의 혈액이 묻어 머리의 일부가 투명화가 되어버린 것 뿐이지만, 도피오의 머리에 큰 구멍이 난 거 같은 예지를 한 것 등)
- 마지막으로, 킹 크림슨의 지속력은 약하기 때문에 일단 능력을 사용하면 다시 사용할 수 있을 때까지 약간의 시간(몇 호흡 정도)이 걸리기 때문에 연속으로 시간을 지우는 것은 불가능하다(단 에피타프는 연속으로 사용하며 날려버린 시간 안에서의 병용은 가능하다). 다만, 능력을 연속으로 사용하지 못하는 점을 들키게 되어도, 이 때 에피타프로 미래를 보며 행동하여, 다수의 피해를 입는 것을 각오하고 '치명상'만 빗맞기 위해 능력을 사용하는 경우 이기는 것은 더욱 힘들어진다.[5]

이렇듯 공격에 관해서는 주먹으로 때리는 근거리 파워형 특유의 단순한 물리공격 정도 밖에 할 수 없는 스탠드이지만 방어에 관해서는 탁월한 힘을 자랑하기 때문에, 사실 이 스탠드를 쓰러트릴 만한 힘을 가진 것은 화살로 스탠드를 먼저 진화시킨 G.E.R.밖에 없다.
스탠드 이름의 유래는 영국의 록밴드 ‘킹 크림슨’이다. 능력 중 하나인 '에피타프'의 이름의 유래는 킹 크림슨의 노래인 Epitaph.

## 비고
- 디아볼로(Diavolo)란 이름은 이탈리아 어로 '악마'를 의미한다. 이탈리아 요리의 닭고기 조리법에 '디아볼로 풍(또는 디아볼라 풍)'이라고 부르는 것이 존재한다.
- 두 번째 인격 '비네거 도피오'의 비네거(Vinegar)는 영어로 식초를 부르는 것으로 이탈리아 어에서 식초는 ‘아체토(Aceto)’라고 하기 때문에 이탈리아 어 판본에서는 ‘Aceto Doppio’로 변경되어 있다. 도피오(Doppio)는 이탈리아 어로 '이중(二重)'을 의미한다.